# Менезес, Антонио (футболист)
Анто́нио Менезес (порт.-браз. Antônio Menezes; 13 июня 1925, Мирасема — 18 июля 1978, Рио-де-Жанейро) — бразильский футболист, правый нападающий.

## Карьера
Антонио Менезес начал играть в футбол в любительской команде «Маран». Одновременно он работал торговцем. В 1942 году футболист стал игроком клуба «Бангу», где первые два сезона выступал за молодёжный состав. 21 октября 1944 года Менезес дебютировал в основном составе команды в матче с «Васко да Гама» (3:4). 22 июля 1945 года футболист забил первый мяч за клуб, поразив ворота «Сан-Кристована» (1:1). 13 июля 1946 года Антонио забил четыре гола в матче с «Васко». С приходом в клуб Зизиньо «Бангу» изменился: впервые с 1934 года команда выиграла бронзовые медали. Годом позже была одержана победа в турнире Начала чемпионата Рио-де-Жанейро. В 1952 году Менезес вместе с Зизиньо стали лучшими бомбардирами чемпионата штата, забив по 19 голов, среди которых выделяется хет-трики в ворота «Ботафого» (5:2) 20 сентября и в матче с «Канто до Рио» (7:1) 16 ноября. С приходом в «Бангу» Жозе Каласанса Антонио потерял стандартное для него место на правом фланге атаки. Однако он по-прежнему являлся игроком основы клуба, выступая на других позициях. Но это завершилось уже в следующем году: новый главный тренер команды Тим практически перестал выпускать футболиста на поле. 5 декабря 1954 года Антонио забил последний мяч за клуб, поразив ворота «Бонсусессо» (2:2). 10 апреля 1955 года Менезес провёл последний матч в составе «Бангу», в котором его клуб сыграл вничью с «Фламенго» (0:0). Всего за годы в команде Антонио провёл 334 игры (148 побед, 54 ничьи и 132 поражения) и забил 138 голов, по другим данным — 333 матча (147 побед, 54 ничьи и 132 поражения), по третьим данным он сыграл в 327 матчах и забил 135 голов. Завершив игровую карьеру Менезес устроился работать коммерческий отдел территориального департамента Fábrica de Tecidos Bangu, где занимался покупкой и продажей принадлежащей компании земли.

## Статистика
| Сезон | Клуб  | Лига         | Чемпионат | Чемпионат |
| Сезон | Клуб  | Лига         | Игры      | Голы      |
| ----- | ----- | ------------ | --------- | --------- |
| 1944  | Бангу | Лига Кариока | 2         | 0         |
| 1945  | Бангу | Лига Кариока | 27        | 11        |
| 1946  | Бангу | Лига Кариока | 20        | 13        |
| 1947  | Бангу | Лига Кариока | 18        | 2         |
| 1948  | Бангу | Лига Кариока | 23        | 6         |
| 1949  | Бангу | Лига Кариока | 7         | 6         |
| 1950  | Бангу | Лига Кариока | 13        | 7         |
| 1951  | Бангу | Лига Кариока | 28        | 3         |
| 1952  | Бангу | Лига Кариока | 25        | 21        |
| 1953  | Бангу | Лига Кариока | 36        | 17        |
| 1954  | Бангу | Лига Кариока | 9         | 3         |
| 1955  | Бангу | Лига Кариока | 1         | 0         |

## Достижения

### Командные
- Победитель турнира Начала чемпионата Рио-де-Жанейро: 1951

### Личные
- Лучший бомбардир чемпионата штата Рио-де-Жанейро: 1952 (19 голов)